# Héctor Cativa
Héctor Ricardo Cativa (San Miguel de Tucumán, Tucumán, 25 de noviembre de 1969) es un exfutbolista argentino que jugaba como defensor.

## Trayectoria

### Unión Aconquija
Nacido en San Miguel de Tucumán, Cativa se formó y debutó en Unión Aconquija de Yerba Buena. Sus actuaciones en el equipo yerbabuenense llamaron la atención de los clubes más importantes de Tucumán.

### Atlético Tucumán
En 1991 llegó a Atlético Tucumán. En el decano tuvo tres etapas, de 1991 hasta 1996, 1998 a 1999 y desde 2000 al 2001. En Atlético supo tener grandes campañas, siendo una pieza fija durante la década del 90, llegando a jugar 206 partidos con la camiseta del decano.

### Deportes Temuco
En 1997 tuvo su primera experiencia en el exterior, cuando viajó a Chile para sumarse a Deportes Temuco para disputar la Primera División de Chile.

### Olimpo
En el 2000 llegó a Olimpo de Bahía Blanca, donde tuvo un breve pasó antes de retornar a Atlético Tucumán.

### La Florida
En 2002 llegó a La Florida y se consagró campeón de la Liga Tucumana de Fútbol por primera vez en su historia. La histórica consagración le permitió disputar el Torneo Argentino B 2002-03, donde avanzó hasta la final de la zona norte y se enfrentó a San Martín, que venía de 2 descensos consecutivos. En la final ganó el tricolor, jugando los 2 partidos en condición de visitante y condenó al rival al descenso a la Liga Tucumana. En el tricolor jugó hasta el 2006.

### Últimos años de carrera
En los últimos años de su carrera jugó en Atlético Famaillá, Unión del Norte y en Juventud Unida de Tafi Viejo, donde se retiró del fútbol en el año 2008.

## Clubes
| Club                        | País      | Año       |
| --------------------------- | --------- | --------- |
| Unión Aconquija             | Argentina | 1990-1991 |
| Atlético Tucumán            | Argentina | 1991-1996 |
| Deportes Temuco             | Chile     | 1997      |
| Atlético Tucumán            | Argentina | 1998-1999 |
| Olimpo                      | Argentina | 1999-2000 |
| Atlético Tucumán            | Argentina | 2000-2001 |
| La Florida                  | Argentina | 2002-2006 |
| Unión del Norte             | Argentina | 2006      |
| Atlético Famaillá           | Argentina | 2007-2008 |
| Juventud Unida (Tafi Viejo) | Argentina | 2008      |

## Palmarés
| Título        | Equipo     | País      | Año  |
| ------------- | ---------- | --------- | ---- |
| Liga Tucumana | La Florida | Argentina | 2002 |
| Argentino B   | La Florida | Argentina | 2003 |